# Cutting Razor
Cutting Razor. Rare cuts from the Black Ark è un album reggae/dub di Lee Perry e The Upsetters, prodotto da Lee "Scratch" Perry contenente produzioni del cosiddetto periodo Black Ark e pubblicato in Gran Bretagna dall'etichetta Heartbeat nel 2003.
Il disco contiene canzoni, molte delle quali mai pubblicate prima, registrate nel periodo compreso tra il 1974 e il 1980 presso i Black Ark studios, gli studi di registrazione di Lee Perry.

## Tracce
1. Cutting Razor - Junior Byles & The Versatiles
2. Staring - Time Unlimited
3. Let's Fall In Love - Junior Murvin
4. What A Sin - Lee Perry
5. Sufferer's Time - The Heptones
6. One Step Forward - Max Romeo
7. Righteous Judgement - The Upsetters
8. Black Candle - Leo Graham
9. Big Tongue Buster - Leo Graham
10. Come Along - The Bluebells
11. Yama Khy - U Roy & The Children
12. Land Of Love - Sons Of Light
13. Feelings - Sharon Isaacs
14. Mister Craven - Junior Murvin
15. Walk The Streets - The Upsetters
16. 4 And 20 Dreadlocks - Evan Jones
17. Judgement - Time Unlimited